# Vesã Gomes Naluak
 (mai 2020).
Vesã Gomes Naluak, né le 8 mars 1964 à Cacheu, est un homme politique bissau-guinéen.
Il a été ministre de la Justice dans le gouvernement de Mário Pires, puis en 2007, il a été nommé ministre de l’Énergie et de l'Industrie dans le gouvernement de Martinho Ndafa Kabi,.